# Бобровский сельсовет (Новосибирская область)
Бобровский сельсовет — сельское поселение в Сузунском районе Новосибирской области Российской Федерации.
Административный центр — село Бобровка.

## История
Статус и границы сельского поселения установлены Законом Новосибирской области от 2 июня 2004 года № 200-ОЗ «О статусе и границах муниципальных образований Новосибирской области»

## Население
| 2002  | 2010  | 2012  | 2013  | 2014  | 2015  | 2016  |
| ----- | ----- | ----- | ----- | ----- | ----- | ----- |
| 1939  | ↘1895 | ↘1890 | ↗1915 | ↘1908 | ↗1932 | ↗1961 |
| 2017  | 2018  | 2019  | 2020  | 2021  |       |       |
| ↘1946 | ↗1973 | ↘1962 | ↘1931 | ↘1925 |       |       |

## Состав сельского поселения
| № | Населённый пункт | Тип населённого пункта       | Население |
| - | ---------------- | ---------------------------- | --------- |
| 1 | Бобровка         | село, административный центр | ↘1700     |
| 2 | Красный Камешок  | посёлок                      | ↗195      |